# Екс д'Анжијон
Екс д'Анжијон (фр. Aix-d'Angillon) насеље је и општина у централној Француској у региону Центар (регион), у департману Шер која припада префектури Бурж.
По подацима из 2011. године у општини је живело 1922 становника, а густина насељености је износила 130,93 становника/km². Општина се простире на површини од 14,68 km². Налази се на средњој надморској висини од 82 метара (максималној 211 m, а минималној 163 m).

## Демографија
| 1962. | 1968. | 1975. | 1982. | 1990. | 1999. | 2011. |
| ----- | ----- | ----- | ----- | ----- | ----- | ----- |
| 1.118 | 1.246 | 1.945 | 2.146 | 2.160 | 2.006 | 1.922 |

График промене броја становника у току последњих година